# World Club Challenge 2013
El World Club Challenge de 2013 fue la vigésimo primera edición del torneo de rugby league más importante de clubes a nivel mundial.

## Formato
Se enfrentan los campeones del año anterior de las dos ligas más importantes de rugby league del mundo, la National Rugby League y la Super League.

## Participantes
| Liga                       | Ganador         |
| -------------------------- | --------------- |
| National Rugby League 2012 | Melbourne Storm |
| Super League XVII          | Leeds Rhinos    |

## Encuentro
| 22 de febrero de 2013 | Leeds Rhinos | 14 - 18 | Melbourne Storm | Headingley Rugby Stadium, Leeds |  |
|                       |              |         |                 | Asistencia: 20 400 espectadores |  |

| Bandera de Australia    |
| Campeón Melbourne Storm |
| Segundo título          |